# Trafikflyget 4

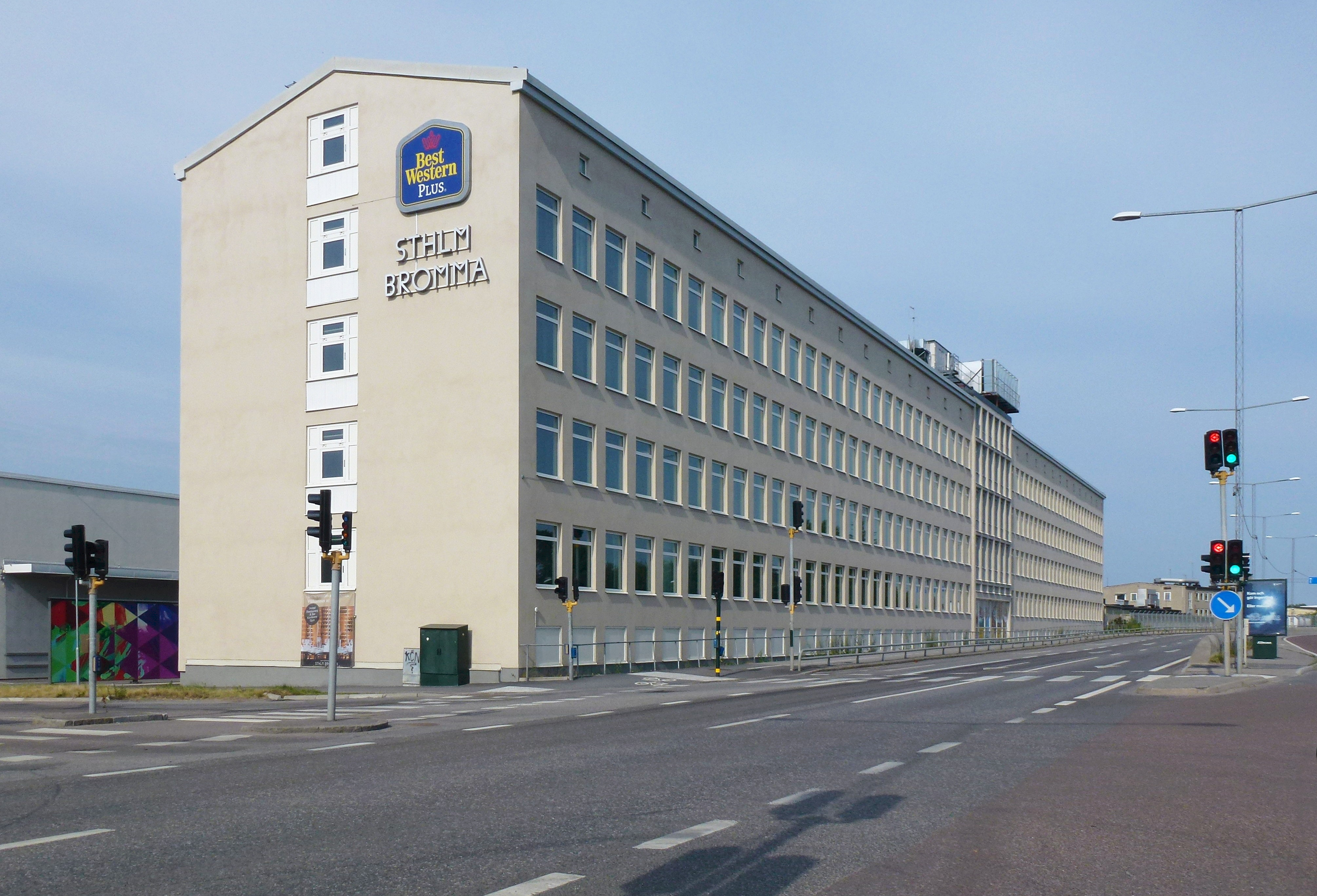
"Trafikflyget 4" sedd från Ulvsundavägen 2014.

Trafikflyget 4 är en fastighet vid Ulvsundavägen intill Bromma flygplats i västra Stockholm.  Byggnaden uppfördes 1946 efter ritningar av arkitekt Paul Hedqvist och var ursprungligen huvudkontor  för flygbolaget AB Aerotransport (ABA), och senare för SAS. Enligt Stockholms stadsmuseum är byggnaden grönklassad vilket innebär "särskild värdefull från historisk, kulturhistorisk, miljömässig eller konstnärlig synpunkt". Sedan 2011 är huset ombyggt till hotell.

## Historik

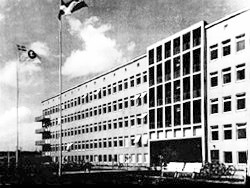
ABA:s huvudkontor 1946–1950.

ABA:s huvudkontor låg efter andra världskriget vid Norrmalmstorg. Efter kriget växte antalet anställda lavinartat från 600 (1945) till 2 600 (1947) personer.  I juni 1946 togs första spadtaget för ett nytt kontorshus i anslutning till Bromma flygplats. Som arkitekt valdes Paul Hedqvist. Han gav byggnaden samma kraftfulla funkisarkitektur och stora skala som flygplatsens övriga byggnader, även de till stor del ritade av Hedqvist.

## Byggnadsbeskrivning
Huset har fem våningar ovan mark och är 110 meter långt med ett starkt betonat mittparti, där huvudentré och trapphus placerades. Huvudentrén ligger på sydsidan (mot flygplatsen). Trappan är den för Hedqvist typiska generösa spiraltrappan med en hiss i centrum. Kontorsrummen anordnades längs med långfasaderna och nås via en mörk mittkorridor. Totalt fanns 260 kontorsrum för 600 personer på en yta av 8 000 m² bruttoarea (BTA). Alla innerväggar utfördes flyttbara, vilket gav beställaren stor framtida flexibilitet. Stommen göts i betong och skulle tåla ett bombnedslag i närheten. Fasaderna är grovputsade och avfärgade i ljusbeige kulör.

## Husets vidare öden
Efter att SAS övertog flygverksamheten från ABA 1950 blev byggnaden SAS huvudkontor. År 1988 flyttade SAS till SAS koncernbyggnad  i Frösundavik och ICA övertog  byggnaden som sitt huvudkontor. ICA flyttade ut 1995 och KF Fastigheter förvärvade anläggningen 1999, som sedan stod tom.  
I början av 2000-talet väcktes tanken att bygga om huset till ett hotell och år 2010 sålde KF Fastigheter huset till Nils Lundholm AB. I oktober 2011 invigdes den till hotell ombyggda fastigheten med 214 hotellrum samt restaurang och  konferensmöjligheter. Hotellet ingår  i Best Western-hotellkedjan och heter ”Best Western Plus Bromma”. Byggherre för ombyggnaden var hyresgästen Best Western och fastighetsägaren Nils Lundholm AB. Som huvudarkitekt och ansvarig för inredningen anlitades Millimeter Arkitekter.

## Bilder

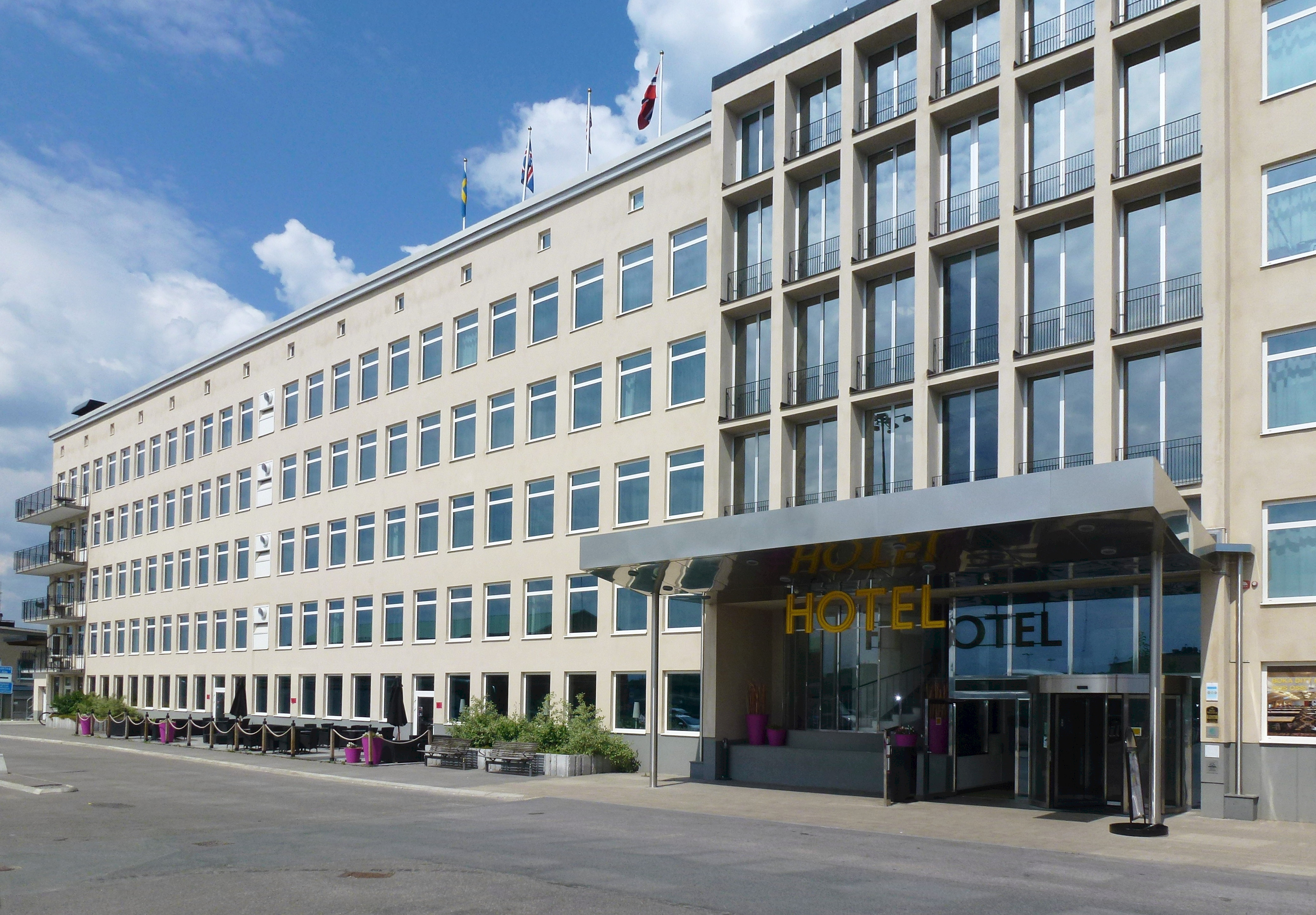
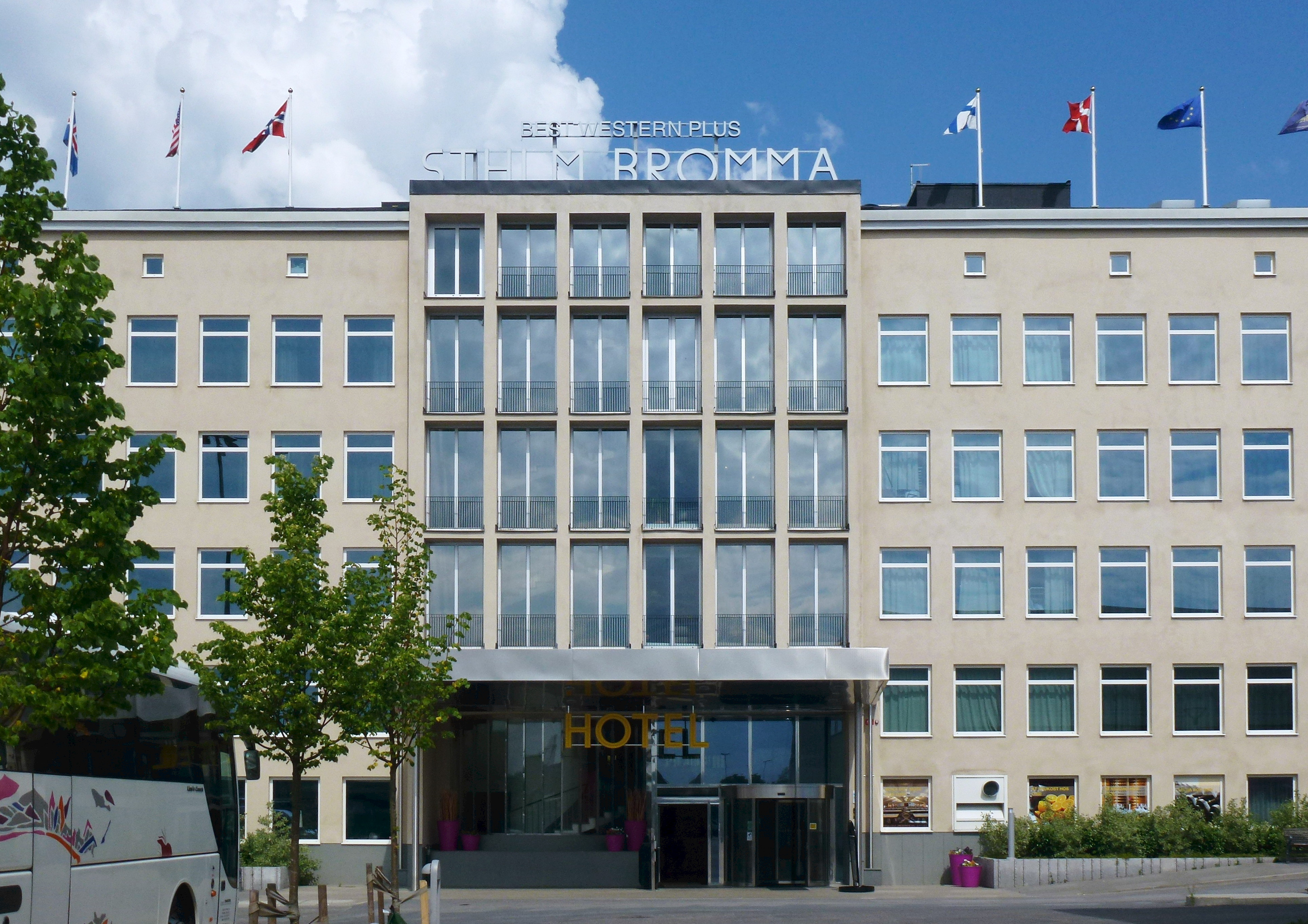
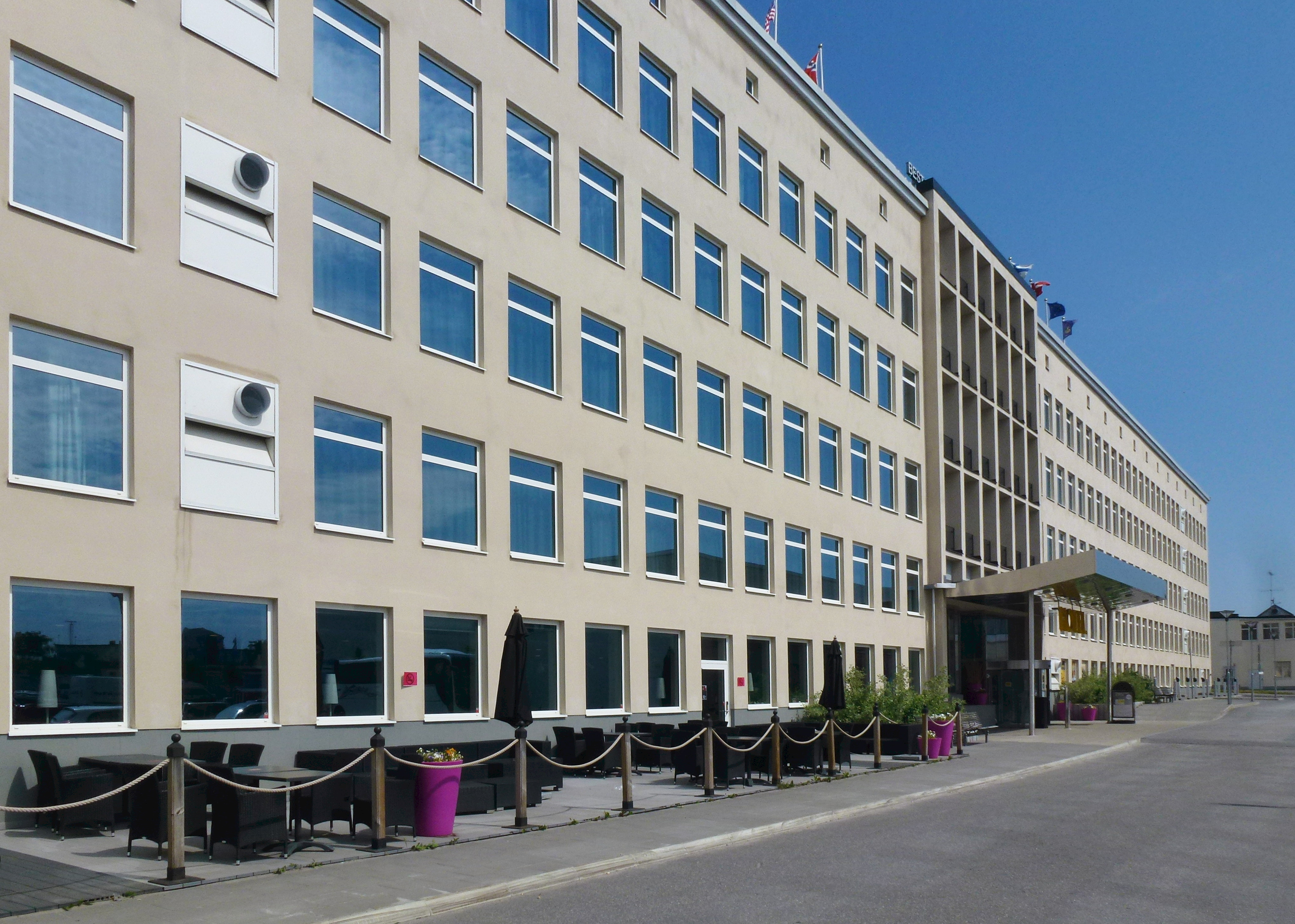
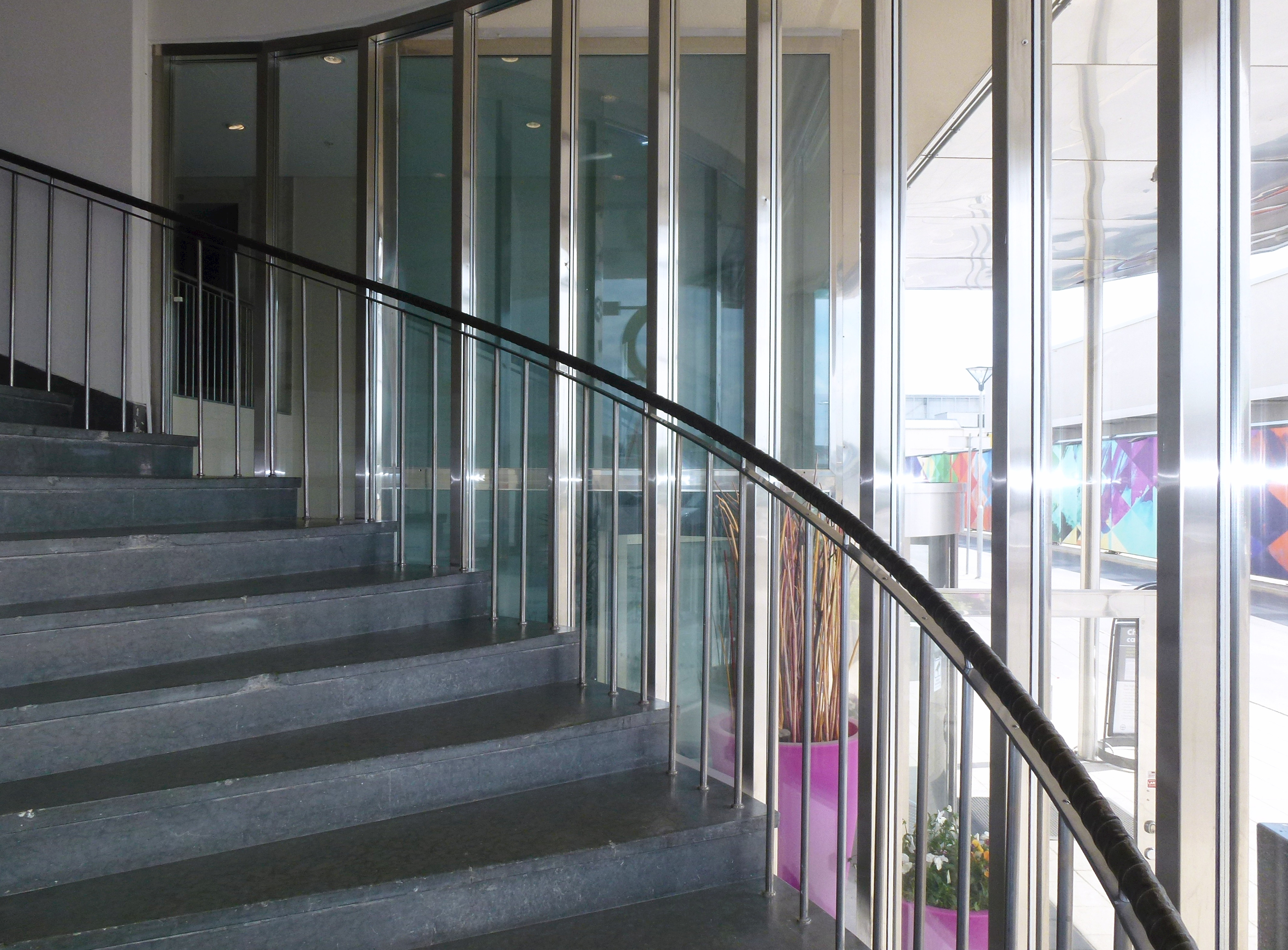
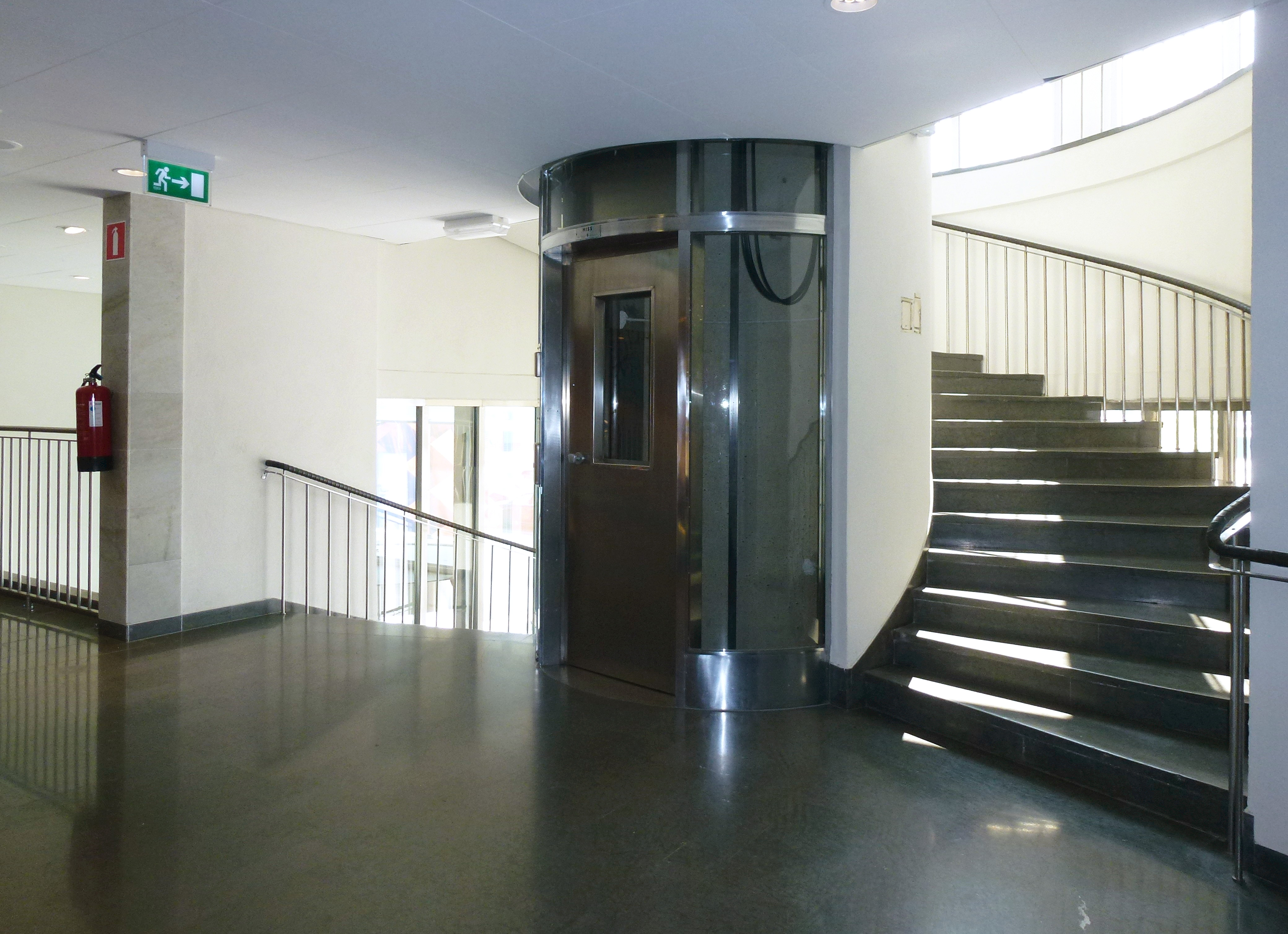
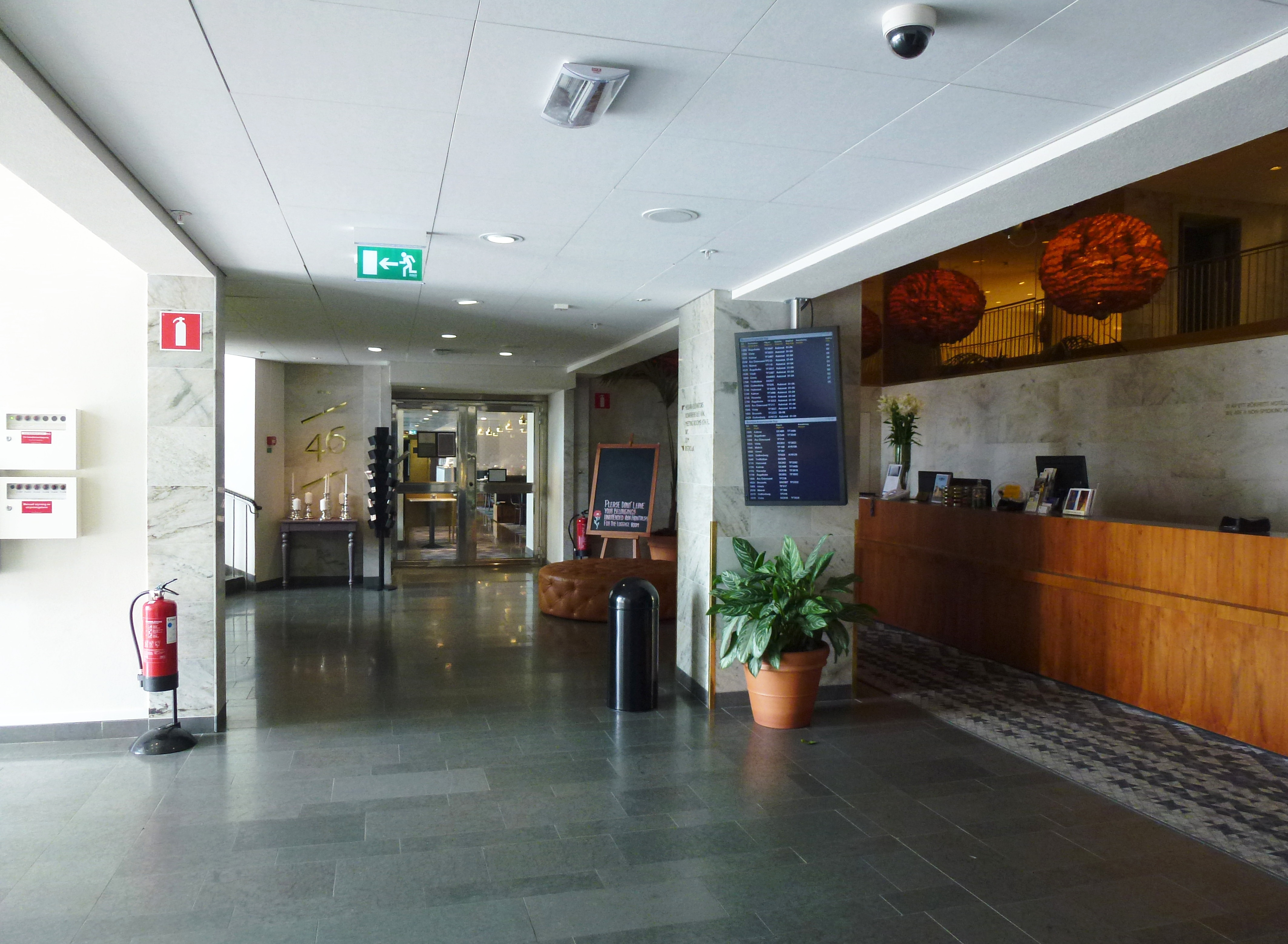
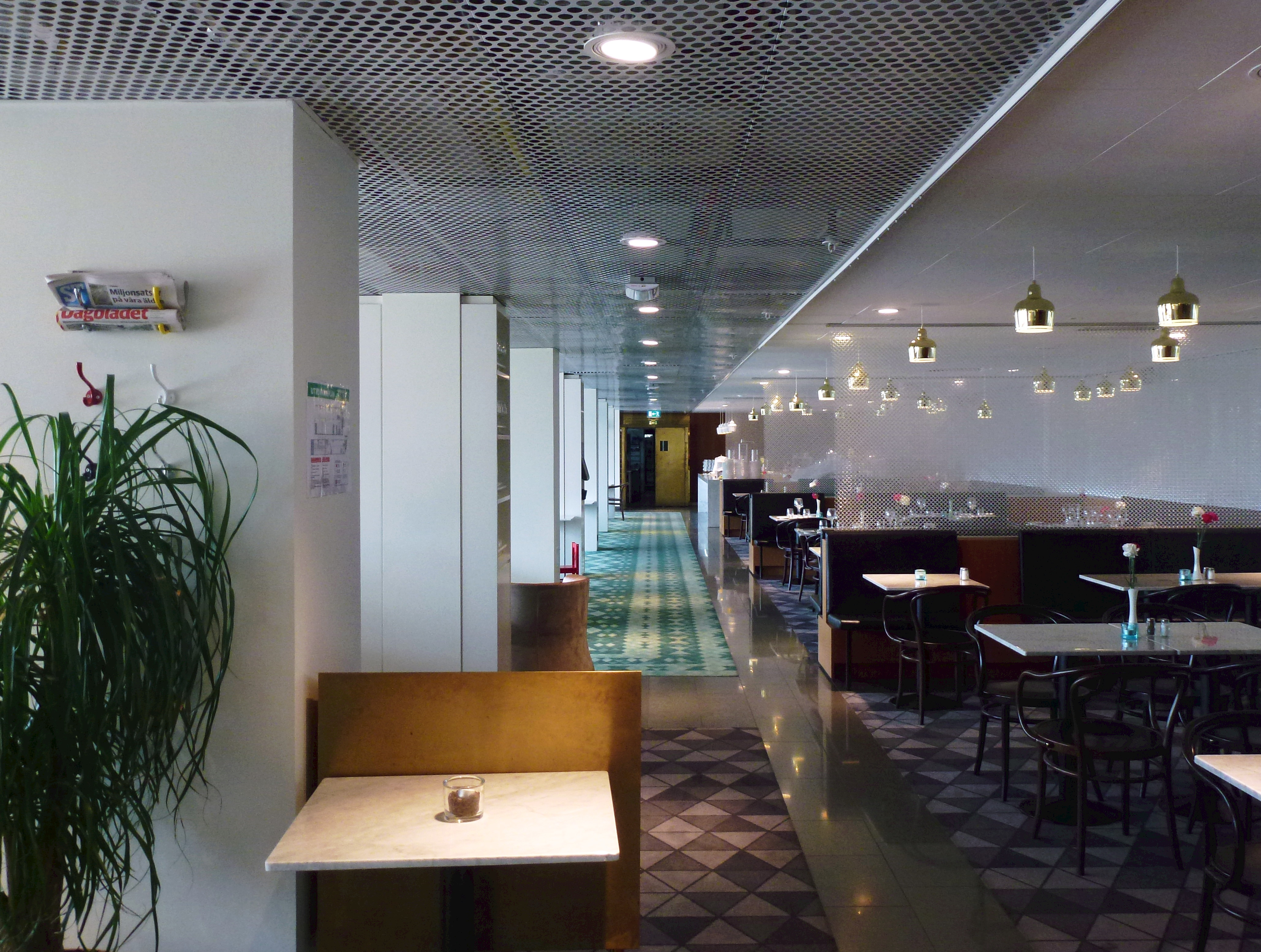
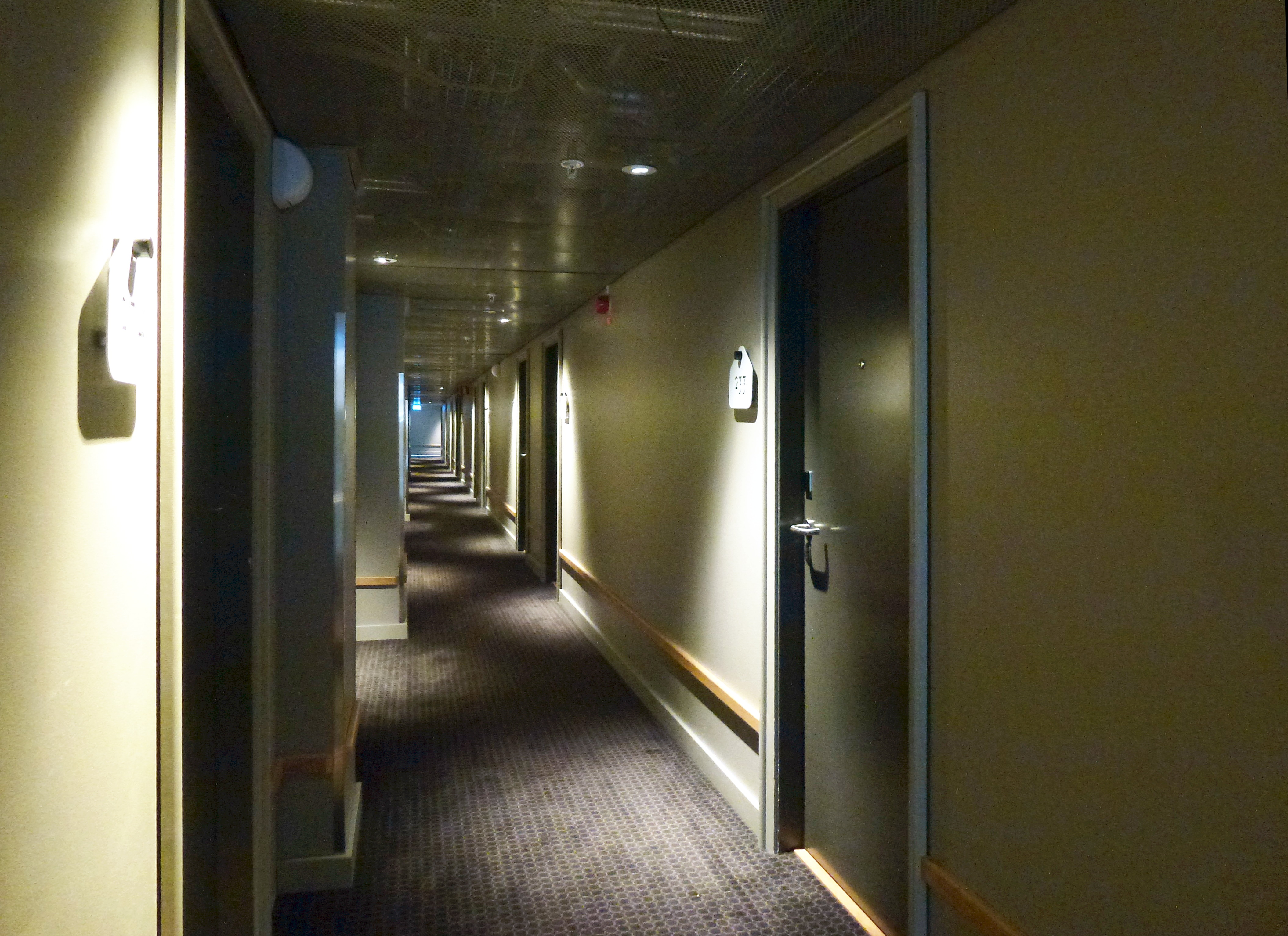